# Typ Elfriede
Die beiden Schiffe des Typs Elfriede waren die ersten Frachtmotorschiffsneubauten der Kieler Howaldtswerke nach dem Ende des Zweiten Weltkriegs.

## Geschichte
Die Baureihe wurde im Jahr 1950 von der Reederei Nordische Schiffahrts-Gesellschaft in Kiel geordert und in zwei Einheiten gebaut. Eingesetzt wurden die Schiffe anfangs vorwiegend in der Große-Seenfahrt und später im Westafrikadienst.

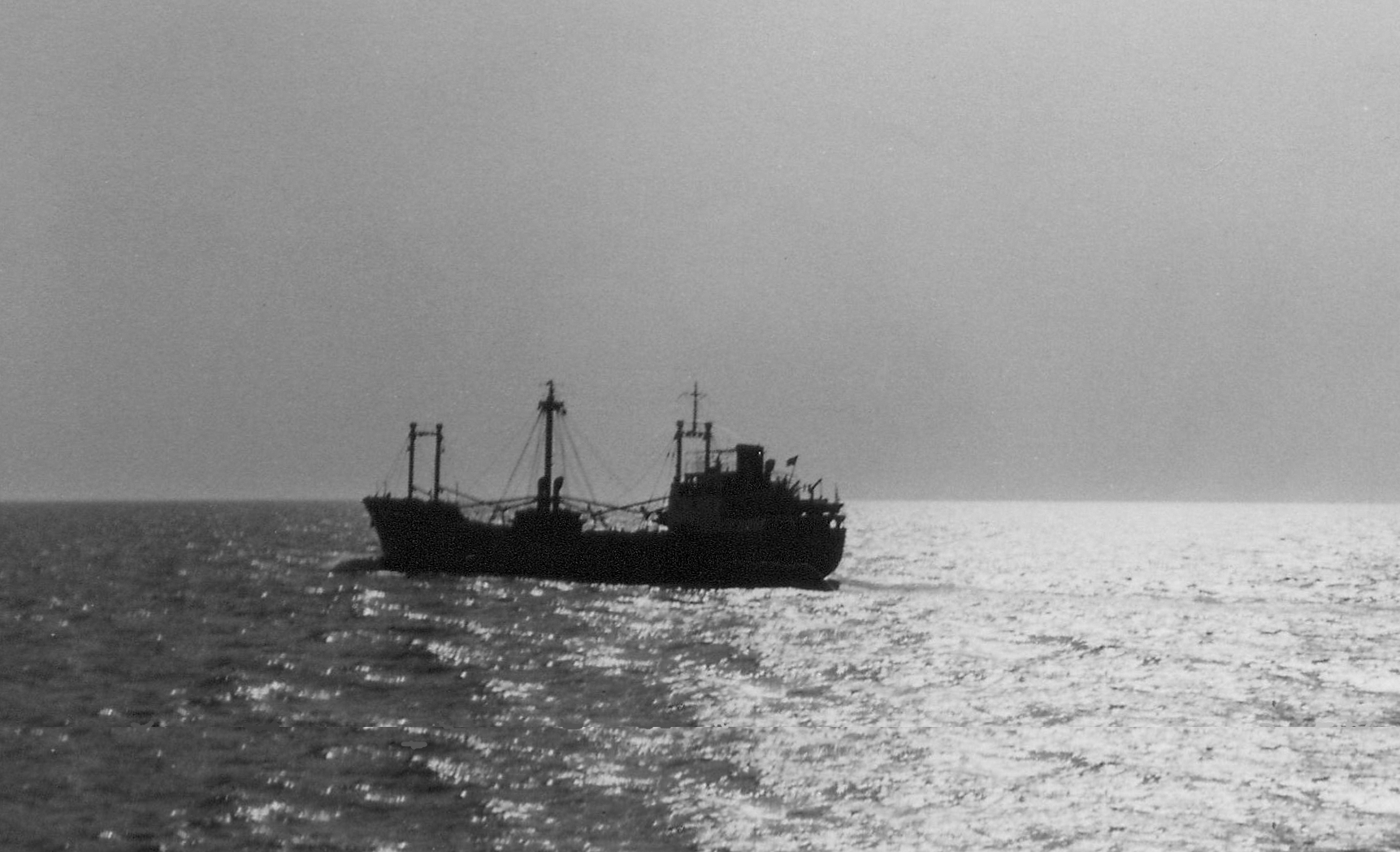
Annemarie 1956 im Golf von Biskaya

 Anfang der 1960er Jahre wurden die Schiffe veräußert und etwa bis Anfang der 1990er Jahre weiterbetrieben.
Später bauten die Howaldtswerke zwei Schiffe, deren Konstruktion sich stark an die beiden Einheiten der Nordischen Schiffahrts-Gesellschaft anlehnte. Dies waren die beiden geringfügig größeren Volldecker mit Zwischendeck und etwas modischeren Aufbauten Adriana (Baunummer 977, Ablieferung 10. Juni 1953) und Luciana (Baunummer 978, Ablieferung 22. Juni 1953). Sie wurden von der Reederei A. H. Schwedersky Nachfahren geordert, die im selben Bürogebäude in Kiel ihren Sitz hatte, wie die Nordische Schiffahrts-Gesellschaft.

## Technik

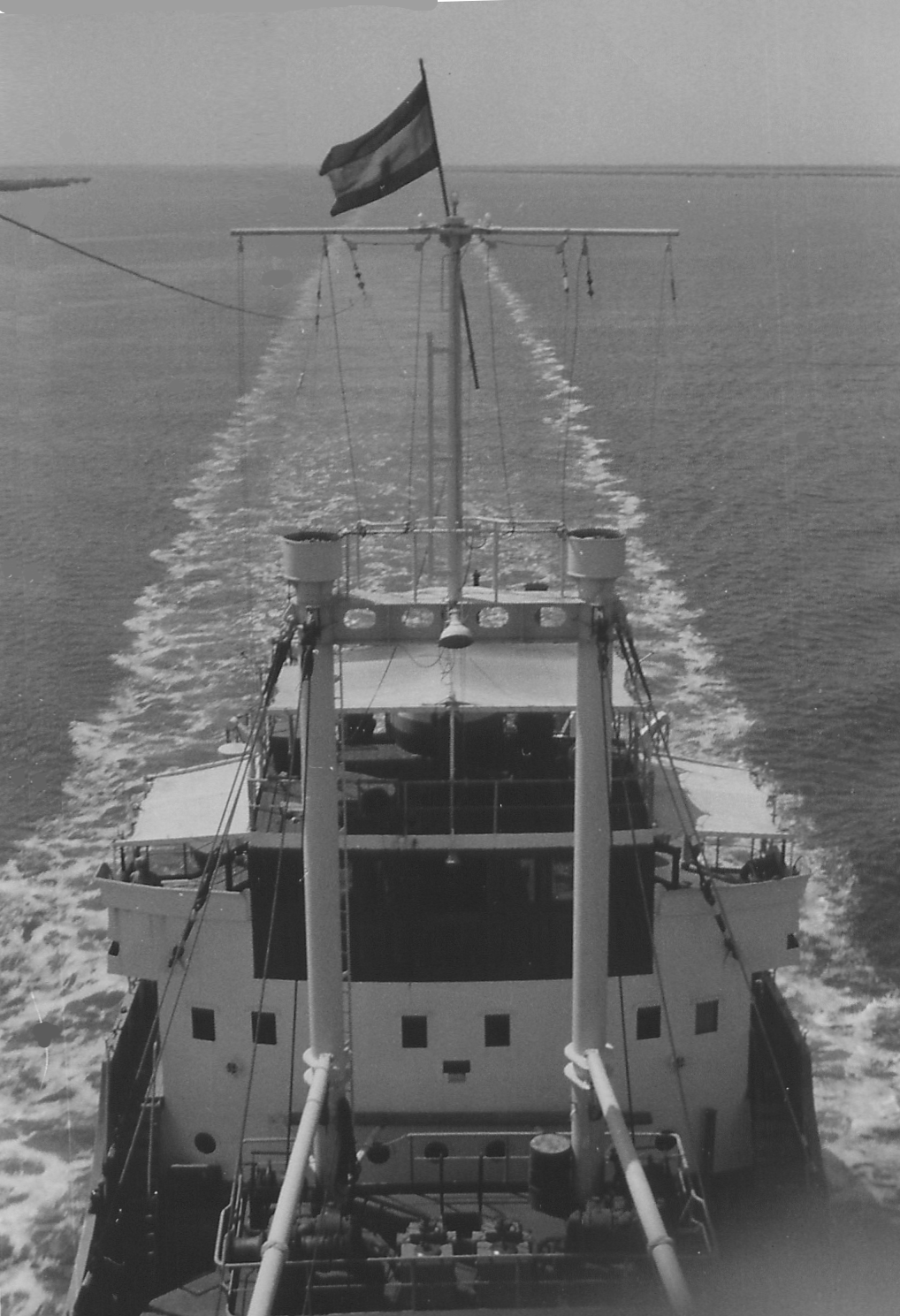
Blick auf die Aufbauten der Elfriede

Die Schiffe waren Shelterdecker mit achtern angeordnetem Deckshaus. Sie konnten jedoch auch als Volldecker betrieben werden, was eine Tragfähigkeit von 2090 Tonnen bei einem Tiefgang von 4,85 Metern statt 1680 Tonnen bei einem Tiefgang von 4,30 Metern erlaubte. Die zwei Laderäume mit einem Getreide-Rauminhalt von 3158,5 m3 hatten jeweils ein Zwischendeck. Die Lukengrößen betrugen entweder vier Mal 9,00 Meter Länge Mal 6,00 Meter Breite oder bei herausgenommenen Herften zwei Mal 18,60 Meter Länge Mal 6,00 Meter Breite. Die Laderäume besaßen eine weitestgehend unverbaute Form mit geringem Unterstau. Darüber hinaus verfügten die Schiffe durch den durchgehenden Doppelboden über eine ebene Tankdecke. Es wurden hölzerne Lukendeckel mit Persenningabdeckung verwendet. Beim Bau erhielten die Schiffe sechs Ladebäume mit einer Tragkraft von jeweils drei Tonnen, zwei Ladebäume mit einer Tragkraft von jeweils sechs Tonnen und einen Ladebaum mit einer Tragkraft von zehn Tonnen.
Angetrieben wurden die Schiffe der Baureihe von Sechszylinder-Dieselmotoren verschiedener Hersteller, die auf einen Festpropeller wirkten. Die Elfriede erhielt einen Krupp-Viertaktmotor des Typs SIII ba, die Annemarie einen Henschel-Zweitakter des Typs 6 H 2235.

## Die Schiffe (Auswahl)
| Typ Elfriede | Typ Elfriede | Typ Elfriede | Typ Elfriede     | Typ Elfriede |
| Bauname      | Bau- nummer  | IMO- Nummer  | Ablieferung      | Umbenennungen und Verbleib |
| ------------ | ------------ | ------------ | ---------------- | --- |
| Elfriede     | 921          | 5058894      | 29. Oktober 1950 | 1962 an A.M. & A.A. Nomikos, Griechenland Calypso, 1971 an St. Marten Sh. Co., Griechenland Stella, 1974 an Molendo Sh. Co. Ltd., Zypern, Abbruch Anfang/Mitte der 1990er Jahre                                                                  |
| Annemarie    | 922          | 6163438      | 7. November 1950 | 1963 an Reederei Ernst Jacob, Flensburg Irmgard Jacob, 1967 an Heinrich von Bargen, Wischhafen Ralph von Bargen, 1975 an Miltiados Sh., Zypern Chinta, 1980 an Deserving Sh. Co. Ltd. Zypern Agios Eleftherios, 1992 aus dem Register gestrichen |